# Joseph Muhaya
Joseph Muhaya (ur. ?) – tanzański lekkoatleta, młociarz.

## Rekordy życiowe
- Rzut młotem – 44,77 (1969)[1] rekord Tanzanii[2]